# 時 (小説)
『時』は、チャート・コープチッティの小説。邦訳版は、岩城雄次郎により訳されて、財団法人大同生命国際文化基金より刊行された。図書館寄贈用の非売品である。

## あらすじ
初老の映画監督が、退屈な老人ホームの日常を描いた舞台演劇を観る。そして、「もし、自分の映画だったらこう撮るのになあ」とあれこれ構想をめぐらす。
映画監督には娘を事故で失った過去がある。

## 形式
オーソドックスな小説の形式（主人公の映画監督の独白）に、戯曲風、映画シナリオ風の記述が交互に挿入される。

## 受賞
- 1994年　東南アジア文学賞（作者としては二度目の受賞）

## 評価
訳者あとがきによると、上記の賞の選考委員会により「（上記のようなスタイルを採用したことにより）これまでにないユニークな虚構の世界に読者を引きずりこみ、死を待つ老人らの不安や期待を見事に描ききった」と評された。

## 研究論文
- 宇戸清治：現代タイ小説に見る表現技法（1）チャート・コープチッティの実験的小説『時』の研究